# Rhinochernes granulatus
Rhinochernes granulatus är en spindeldjursart som beskrevs av Beier 1955. Rhinochernes granulatus ingår i släktet Rhinochernes och familjen blindklokrypare. Inga underarter finns listade i Catalogue of Life.